# Hans Wachter (Politiker)
Hans Wachter (* 8. Mai 1891; † 18. Mai 1953) war ein deutscher Kommunalpolitiker und Bürgermeister.

## Leben
Wachter war von Beruf Kaufmann. Von 1946 bis 1948 war er Bürgermeister der oberbayerischen Stadt Fürstenfeldbruck.